# Anne Conway

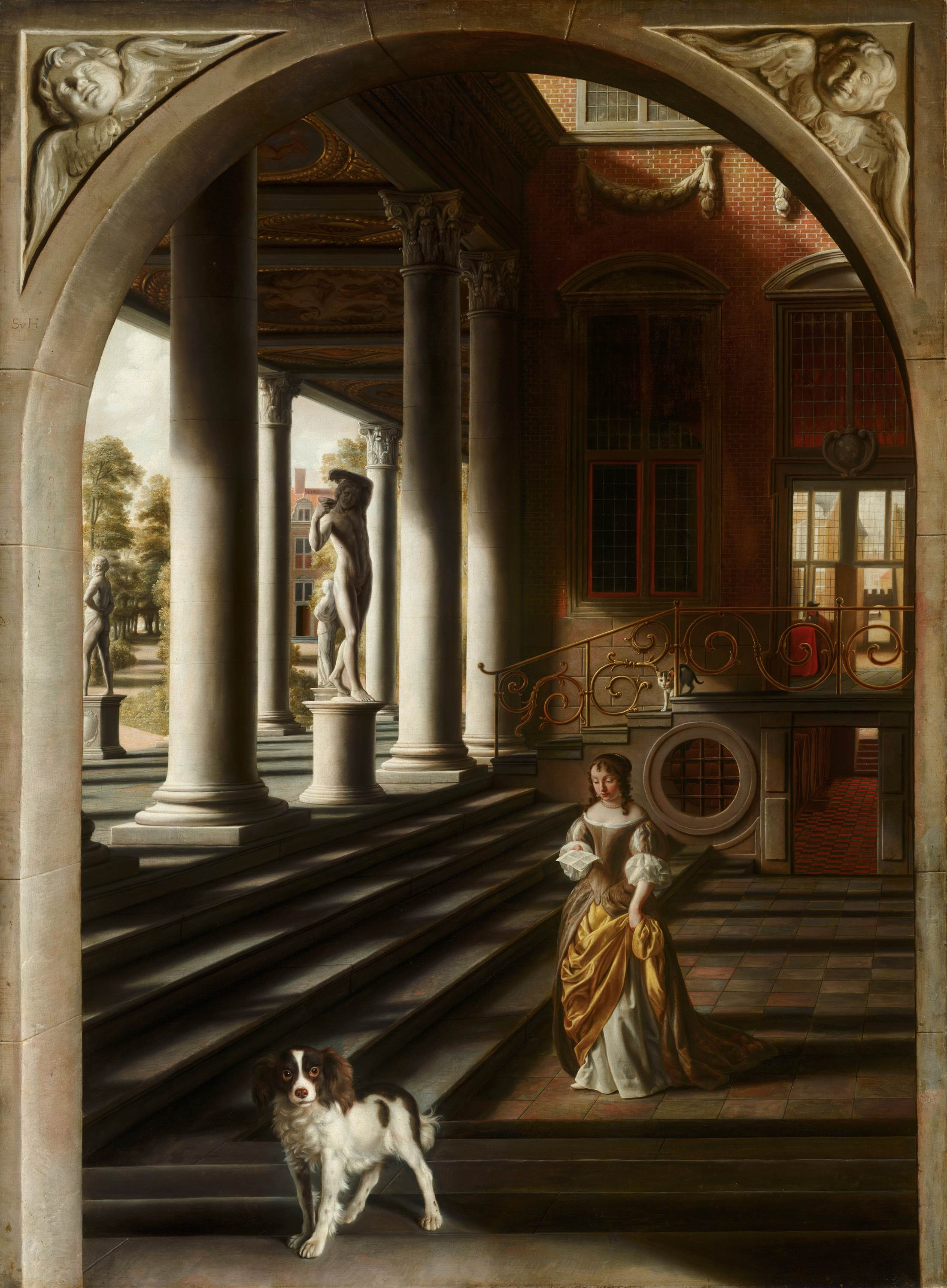
Perspective View with a Woman Reading a Letter door Samuel van Hoogstraten. Het schilderij beeldt naar verluidt Anne Conway af.

Anne Conway, geboren als Anne Finch, (Londen, 1631-1679) was een Engelse filosofe van wie het postuum gepubliceerde Principia philosophiae antiquissimae et recentissimae, 1692, (De Principes van de oudste en van de moderne filosofie) een monistische ontologie voorstelt waarin alles wat geschapen is een modus is van één spirituele substantie die een emanatie is van God. Zij was geassocieerd met de Platonisten van Cambridge en oefende later veel invloed uit op de filosofie van Gottfried Wilhelm Leibniz.
Haar enige overgebleven verhandeling schreef ze aan het einde van haar leven. In 1692 werd het werk postuum en anoniem in Amsterdam uitgegeven onder de titel Principia philosophiae antiquissimae et recentissimae. De uit God voortvloeiende substantie die ze zich daarin voorstelt is samengesteld uit een oneindig aantal hiërarchisch geordende geesten die zij 'monaden' noemt. Materie is gestolde geest. Beweging wordt niet dynamisch maar vitalistisch opgevat. Conway presenteert haar schema zodanig dat er een morele verklaring in vervat zit voor het lijden en verbindt dit met de mogelijkheid van verlossing. Zij verwerpt het dualisme van zowel René Descartes als dat van haar leraar, Henry More, en stelt zich lijnrecht tegenover Thomas Hobbes en Baruch Spinoza die ze hun pantheïstisch materialisme verwijt. In haar werk zijn invloeden aan te wijzen van de Kabbala. Via een mentor van haar, de Vlaamse alchemist Franciscus Mercurius van Helmont, kwam later Leibniz in aanraking met haar filosofie.
- Bibsys: 90244802
- Bibliothèque nationale de France: cb12363391w (data)
- CiNii: DA04599658
- Gemeinsame Normdatei: 119181541
- International Standard Name Identifier: 0000 0001 2139 5177
- Library of Congress Control Number: n82058570
- Nationale bibliotheek van Australië: 35795473
- Nationale Bibliotheek van Israël: 987007277371805171
- Nationale Bibliotheek van Polen: a0000001219768
- Nationale en Universitaire bibliotheek Zagreb: 000794266
- Nederlandse Thesaurus van Auteursnamen: 06888558X
- Réseau des bibliothèques de Suisse occidentale: 02-A003132884
- Istituto Centrale per il Catalogo Unico: BVEV014756
- LIBRIS: 291880
- SNAC: w6s25mtr
- Système universitaire de documentation: 032828373
- Trove: 1091221
- Virtual International Authority File: 73930074
- WorldCat: E39PBJv8KrGCQtQGJqtGrrW4bd